# トレイシー・ガンズ
トレイシー・ガンズ（Tracii Guns、1965年1月20日 - ）はアメリカカリフォルニア州ロサンゼルス出身のロックギタリスト。本名Tracy Ulrich。GN'Rのスラッシュとは、ハイスクールの同級生。
1980年代にトレイシーのバンドL.A.ガンズとアクセル・ローズ、イジー・ストラドリンのバンドHollywood Roseが合流し、ガンズ・アンド・ローゼズが結成された。
トレイシーはガンズ・アンド・ローゼズの初代ギタリストであるが直後に脱退、再び自らのバンドL.A.ガンズを結成して1988年にデビューした。
L.A.ガンズでの活動だけでなく、ソロ・プロジェクト「キリング・マシーン」、モトリー・クルーのニッキー・シックスと結成した「ブライズ・オブ・ディストラクション」での活動も知られている。
| 先代 no one | ガンズ・アンド・ローゼズのリード・ギタリスト 1985 | 次代 スラッシュ |